# Coco en de vliegende knorrepot
Coco en de vliegende knorrepot was een Nederlandse jeugdserie die van 7 september 1959 tot en met 5 juni 1963 door de NCRV werd uitgezonden. Er zijn in totaal 40 afleveringen gemaakt.
"Coco en de vliegende knorrepot" was een poppenserie. Oorspronkelijk maakte het deel uit van het programma "Kijkkast" en duurde het slechts 10 minuten. Het poppenspel sloeg echter aan en algauw werden de afleveringen verlengd met 20 minuten speelduur.
Het verhaal draaide rond het jongetje Coco, zijn vader Papapa en het vliegende varkentje Knor. De stemmen van de hoofdpersonages en alle gastrollen werden gespeeld door Piet Ekel. De teksten werden geschreven door Jaap Molenaar en de regie werd verzorgd door Henk Veenstra. De poppenspelers waren Feike Boschma (die de poppen ook maakte), Ans Wierda en Peter Struycken.

## Bron
- WELLEMAN, Meerten, "Dag lieve kijkbuiskinderen: 75 jaar kinderprogramma's", A.J.G. Strengholt, 1999, blz. 28.